# Hello (песня Адели)
«"Hello" это старомодная баллада, которая никогда не спешит, никогда не перегибает, но даёт пищу для размышлений и те искренние чувства и ощущения, которые сделали Адель суперзвездой. 
В сегодняшнем музыкальном мире, пересыщенном театрально наигранной, не живой, а пластиковой поп-музыкой, Адель в «Hello» раскрывается, как дыхание чистого кислорода».
«Hello» (с англ. — «Привет») — песня британской певицы и автора песен Адели с третьего студийного альбома 25. Написанная Аделью и Грегом Кёрстином, также являющимся продюсером трека, песня была выпущена лейблом XL Recordings как лид-сингл 22 октября 2015. «Hello» стал первым релизом певицы после выхода в 2012 песни «Skyfall» и «сообщает» о возвращении Адели к музыке после трёхлетнего молчания. Сингл дебютировал на первом месте в США, Австралии, Великобритании, Германии, Франции и других странах. Презентация видеоклипа на песню прошла на её канале Vevo 23 октября 2015. В течение суток ролик набрал более 27 млн просмотров, тем самым установив новый рекорд.
12 февраля 2017 года в Лос-Анджелесе на 59-й церемонии вручения музыкальной премии «Грэмми» песня удостоена трёх наград в категориях Лучшая песня года, Лучшая запись года и Лучшее сольное поп-исполнение.

## История релиза
Во время записи альбома Адель встречалась со многими авторами песен, пока она не встретила продюсера Грега Кёрстина, в работе с которым произошёл прорыв. «Hello» была написана в Чизике (предместье Лондона), который сделал песню чем-то необычным для Адели, признавшейся, что любит сочинять музыку дома. Песня была написана Аделью и Грегом Керстином, который является и продюсером сингла, а также сыграл на бас-гитаре, гитаре, фортепьяно и клавишных инструментах с Аделью, указанной барабанщицей. Во время работы над альбомом, Адель поехала в Лос-Анджелес, чтобы сделать сессию записи для альбома и перезаписать свой вокал для «Hello». Говоря о процессе записи она сказала: «Мы написали большую часть материала в один присест».
18 октября 2015 года во время рекламной паузы в программе The X Factor было показано 30 секунд из видео на песню «Hello». Это был рекламный ролик нового материала исполнительницы, показывающий лирику песни на чёрном экране в сопровождении вокала Адели.
Джош Дубофф из журнала «Vanity Fair написал, что «Интернет коллективно потерял сознание» после трансляции этого трейлера.
Через три дня в программе The Radio 1 Breakfast Show ведущий Ник Гримшоу намекнул, что премьера первого сингла Адели с нового альбома пройдёт на его программе 30 октября. 22 октября Адель в своём заявлении в твиттере подтвердила некоторые детали релиза её альбома «25» и выход песни «Hello» как лид-сингла с альбома 23 октября. Во время интервью певицы Нику Гримшоу на радио BBC Radio 1 23 октября прошла премьера песни.

## Музыка и текст
Песня «Hello» написана в тональности фа минор с темпом 79 ударов в минуту, в фортепианной версии следует прогрессирование аккордов Fm-A♭ (ля-бемоль)-E♭ (ми-бемоль)-D♭ (ре-бемоль). Вокал Адели в песне охватывают полутона от F3 (фа малой октавы) до А♭5 (ля второй октавы).
Лирически, песня посвящена теме ностальгии и сожаления и представлена в виде разговора об одной или нескольких историй отношений из её прошлого.

## Мнение критиков
Алекс Петридис из The Guardian описал её как «значимую балладу, которая является превосходным примером в своём роде» и полагал, что песни «о страдающей любви стали отличительным признаком эпических баллад Адели, которые сделали её мировой звездой». В своем обзоре песни для The Independent Эмили Джапп написала, что это «нельзя назвать инновационным возвращением, но Адель с её знакомым „дымным“ звуком очень ждали». Также она отметила, что «Адель делает то, что она делает лучше всех, прилагая все усилия для громкого напева эмоциональных рассказов о любви и потере, точно так же как и в альбоме „21“, но на сей раз с немного большим самопрощением».
Грег Кот из газеты Chicago Tribune написал: «Тексты песен работают лучше всего тогда, когда они раскрывают личные детали, соответствующие сочетанию силы вокала и сдержанности». Нил Маккормик из The Telegraph назвал «Hello» «красивой песней о потере и сожалении», добавив, что «она хватает Вас за тот вид памяти, который каждый слушатель хранит где-нибудь в своём сердце и соединяет с собственной драмой Адели».
Эмма Пауэлл из газеты Evening Standard (Лондон) написала: «Выслушав „Hello“ впервые, фанаты — в том числе знаменитости — тысячами вышли в социальные сети, чтобы похвалить песню, называя её „магической“, а другие писали, что они были доведены ею до слез.». Дэвид Смит (Evening Standard): «Хриплые бэк-вокалы и минимум ударных оставляют достаточно места для её голоса, огромного и разбивающего сердца. Адель могла бы быть более предприимчивой в промоушинге, но большая часть её привлекательности состоит в том, что она, будто бы пришла из другого времени, когда эпические гастроли и шумная раскрутка в СМИ и социальных сетях были совершенно ненужными до тех пор, пока вы имели великую большую песню. И её „Hello“, как раз и есть такая большая великая песня.».

### Рейтинги и награды
Журнал Rolling Stone поместил песню «Hello» на шестое место в своём списке Лучших песен 2015 года (50 best songs of 2015).
На церемонии 2016 Billboard Music Awards, певица была номинирована в 9 категориях, победив в 5, включая Top Selling Song за песню «Hello».
Видеоклип песни получил 7 номинаций на Церемонии MTV Video Music Awards 2016, включая Лучшее видео года и Лучшее женское видео.

### Сходство с песней Лайонела Ричи
Несколько изданий, например, Radio Times и The Telegraph, заметили сходство с одноимённой знаменитой песней 1983 года «Hello» американского соул-певца Лайонела Ричи. Ричи сам шутливо отвечал на своей странице в Instagram «Привет Адель, это ты меня ищешь?», используя покадровое сравнение из их двух музыкальных клипов, в котором он и Адель делают то же самое выражение лица во время проведения телефонного звонка почти точно такого же цвета и дизайна телефона. Сама Адель нашла эту ситуацию смешной, а также и заявила на утреннем шоу радио BBC Radio 1, что она хотела сохранить конкурентную параллель с другим исполнителем, рассказывая ведущему канала BBC Нику Гримшоу, что этот музыкальный мир «definitely got to do something, me and Lionel». 15 февраля 2016 года на 58-й церемонии «Грэмми» этот нюанс некоторых совпадений обыграл один из ведущих (LL Cool J) во время своего выступления, а сами Ричи и Адель вместе сфотографировались.

## Коммерческий успех

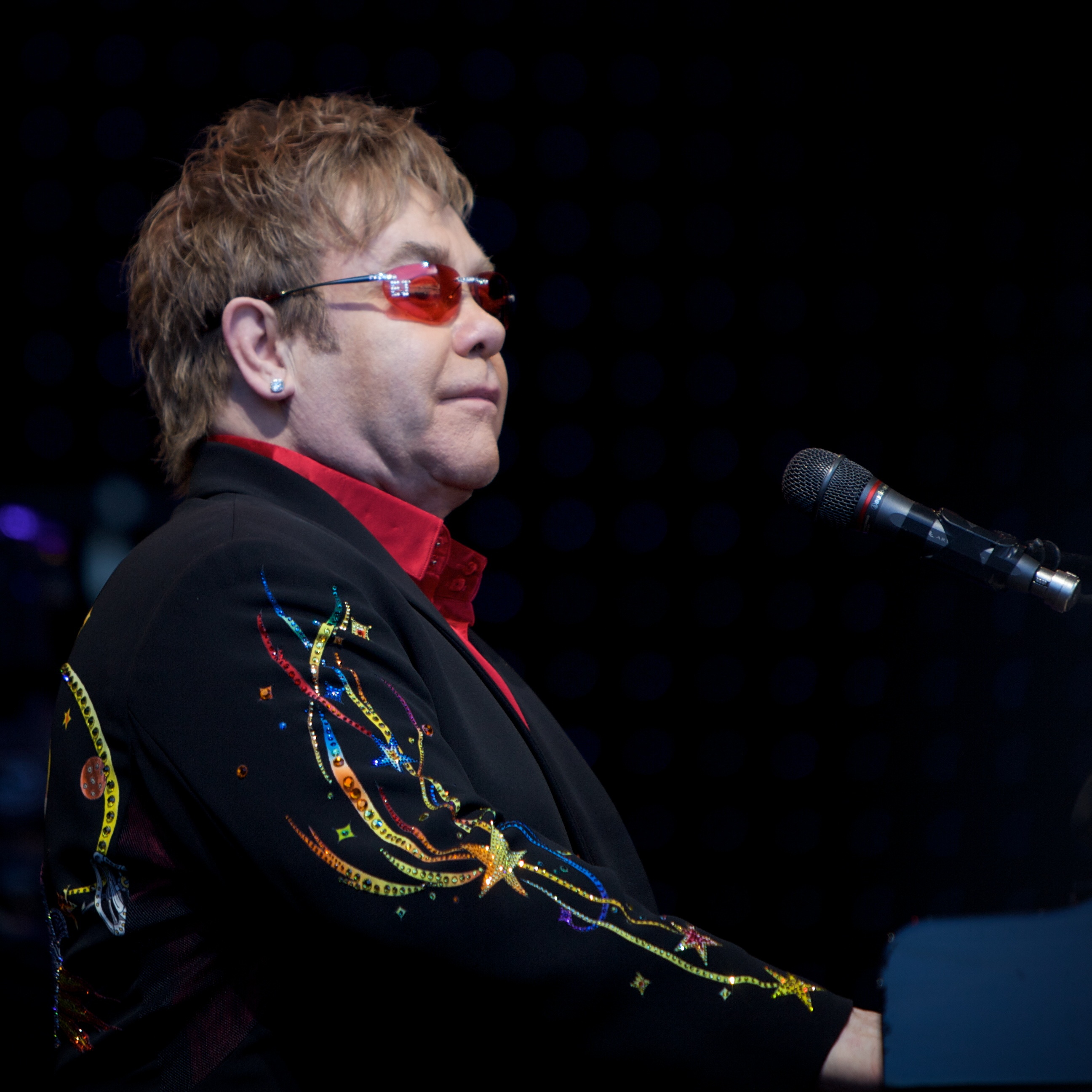
Сингл «Hello» стал в США первой песней в цифровом формате с более чем миллионным тиражом за одну неделю релиза, и третьим синглом в истории по суммарному тиражу, включая продажи на физических носителях. Рекорд принадлежит песне «Candle in the Wind 1997/Something 'Bout the Way You Look Tonight» в исполнении Элтона Джона, которой удалось превысить тираж за одну неделю: 3,446,000 копий в дебютную неделю плюс ещё 1,212,000 копий во вторую неделю релиза.

В течение 12 часов с момента релиза, песня поднялась на первую позицию в чартах iTunes в 85 странах. Учитывая многочисленные просмотры клипа на Vevo и прослушивание песни на Spotify, аналитики сразу предположили: «Hello» может возглавить чарты США (Billboard Hot 100) и Великобритании (UK Singles Chart), что потом и подтвердилось.
За первые 3 дня релиза в Великобритании было продано 165 000 копий и Official Charts Company подтвердила, что сингл дебютирует на первом месте в британском чарте. Спустя 24 часа после выхода «Hello» был загружен 400 000 раз в США, что стало новым рекордом первого дня продаж. За два первых дня число цифровых скачиваний достигло 450 тыс., что говорит о предстоящем рекорде и за всю неделю. До этого им обладал сингл «Right Round» репера Flo Rida с 636 000 цифровых загрузок в дебютную неделю (заканчивающуюся 15 февраля 2009 года), по данным компании Nielsen Music. И этот рекорд состоялся: новый сингл Адели был 750 000 раз скачан в США за половину недели (с 23 по 26 октября). У самой Адели лучшая неделя продаж ранее была у песни «Rolling in the Deep» (353 000 копий в неделю, заканчивающуюся на 15 мая 2011 года).
С учётом таких достижений лид-сингла «Hello», ещё за три недели до релиза эксперты предполагали, что тираж нового альбома «25» составит в дебютную неделю от 1,3 до 1,8 млн копий, что станет рекордом для женщин за последние четверть века (Nielsen era, 1991-), и побьёт предыдущее достижение диска Oops!... I Did It Again певицы Бритни Спирс, который вышел в мае 2000 года с тиражом в 1,32 млн копий.
Сингл «Hello» вышел на первое место в чартах iTunes более чем 100 стран, а будущий альбом Адели «25» возглавил списки предзаказов в 93 странах. Хью Макинтайр из журнала Forbes Magazine назвал объёмы продаж сингла «значительными», утверждая, что «„Hello“ оказалось способным поставить рекорд продаж в то время, когда уже мало кто покупает музыку».
.
В Европе и мире «Hello» в первую же неделю выхода возглавил хит-парады многих стран, включая такие как, Бельгия, Венгрия, Германия, Греция, Израиль, Ирландия, Исландия, Италия, Ливан, Люксембург, Нидерланды, Норвегия, Португалия, Словакия, Словения, Чехия, Швейцария, Шотландия, Франция.
В Великобритании «Hello» дебютировал 30 октября 2015 года на позиции № 1 в UK Singles Chart с показателем 333000 комбинированных продаж, включая 259000 загрузок, что сделало его крупнейшим чарттоппером за последние три года. Сингл стал вторым для Адели лидером хит-парада Великобритании после Someone Like You (2011). Кроме того, «Hello» с показателем 7,32 млн стриминговых загрузок в дебютную неделю, побил предыдущий рекорд, установленный синглом What Do You Mean? канадского певца Джастина Бибера.
На следующую неделю сингл оставался на вершине чарта UK Singles Charts, добавив ещё 121000 цифровых загрузок и 5,78 млн потоков по стримингу, получив золотой статус от BPI. Продолжая лидировать в третью неделю подряд в британском чарте и добавив ещё 4,7 млн слушателей (streamed track), сингл получил платиновый статус BPI.

### Северная Америка
В США хит «Hello» дебютировал 14 ноября 2015 года на позиции № 1 в Billboard Hot 100, поставив рекорд цифровых загрузок: 1,11 млн. Одновременно он возглавил чарты Digital Songs (в 4-й раз) и Streaming Songs (1-й раз). Второй показатель с 61.6 млн загрузок (streams, или радиопрослушивания и продажи, в Streaming Songs), где лучший показатель в истории был только 3 марта 2013 года: Baauer's «Harlem Shake» (103 млн). «Hello» это 4-й чарттоппер певицы в США (и 1048-м в сумме с другим исполнителями за 57-летнюю историю чарта) после её предыдущих синглов: «Rolling in the Deep» (хит № 1 всего 2011 года), «Someone Like You» и «Set Fire to the Rain». Одновременно он стал 24-м чарттоппером сразу попавшим на первое место.
Во вторую неделю нахождения (в неделю оканчивающуюся на 21 ноября) на позиции № 1 в США сингл был скачан в цифровом формате 635,000 раз, что стало третьим рекордным показателем в истории и самым большим показателем скачиваний в недебютную неделю. Также вторую неделю хит возглавлял чарты Digital Songs и Streaming Songs (61,6 млн и 47,4 млн потоков в первые две недели соответственно), и первую неделю был на позиции № 1 в чартах On-Demand Songs и Adult Alternative Songs.
В чарте с 28 ноября песня продолжила лидировать третью неделю подряд в Hot 100 (добавив ещё 480,000 цифровых копий) и стала № 1 в радиоэфирном Radio Songs (145 млн прослушиваний). Тем самым она возглавила все три главных компонента объединённого хит-парада США: продажи (Digital Songs), радиоэфир (Radio Songs) и интернет (Streaming Songs +44,7 млн и On-Demand Songs +16,7 млн). «Hello» стала только 4-й песней, которой удалось три недели подряд выходить тиражом более чем 400,000 цифровых копий. Ранее такое же удалось сделать хитам «Happy» (Pharrell Williams, 2014), «Blurred Lines» (Robin Thicke при участии Williams and T.I., 2013), и «Somebody That I Used to Know» (Gotye при участии Kimbra, 2012). В радиоэфирном Radio Songs песня стала самой прослушиваемой в США за последние 22 года, повтор соответствующий рекорд впервые после «Dreamlover» (Mariah Carey), которая 28 августа 1993 года также всего лишь за 4 недели достигла позиции № 1. «Hello» также поставила рекорд по быстроте восхождения на вершину: сразу с № 4 на № 1 и впервые за всю 25-летнюю историю этого радиоэфирного хит-парада. Ранее рекорд принадлежал синглу «Empire State of Mind» (Jay Z и Alicia Keys), который 28 ноября 2009 года поднялся сразу с № 6 на № 1. Также песня стала лишь третьей, сумевшей одновременно возглавить все пять основных чартов (Hot 100, Digital Songs, Streaming Songs, On-Demand Songs и Radio Songs) за все три года что они вместе сосуществуют (Streaming Songs был запущен в январе 2013). Ранее этого смогли достичь только две песни: «Fancy» (Iggy Azalea при участии Charli XCX, 28 июня 2014), и «Uptown Funk!» (Mark Ronson при участии Bruno Mars (8 недель № 1 в феврале — апреле 2015). Также песня возглавила радиоэфирный хит-парад Adult Contemporary (который был создан в 1993 году), поднявшись с позиции № 4 на № 1 (и это самое быстрое восхождение к вершине впервые с 1997 года). Быстрее восходил в 1997 году хит «Butterfly Kisses» (Bob Carlisle). В ту же неделю (к 28 ноября) песня вторую неделю лидировала в Adult Alternative Songs (радиоэфирный хит-парад альтернативной музыки для взрослой аудитории) и поднялась в других чартах: Adult Pop Songs (7-3) и Pop Songs (9-4).
В чарте с 5 декабря песня продолжила лидировать 4-ю неделю подряд в Hot 100 (набрав 2,555,000 цифровых копий за эти четыре недели). С 19 декабря 6-ю неделю подряд возглавляя Hot 100 сингл был загружен тиражом более 2,9 млн копий. Ассоциация звукозаписи сертифицирована его в 4-кратном платиновом статусе RIAA. Одновременно (в неделю с 19 декабря) сингл возглавлял Streaming Songs (6 недель подряд), Radio Songs (4 недели № 1), Digital Songs (вернулся на первое место), Adult Contemporary (4 недели № 1), Pop Songs (3 недели № 1), Adult Pop Songs (3 недели № 1), Dance/Mix Show Airplay (2 недели № 1).
В чарте с 2 января 2016 года песня продолжила лидировать 8-ю неделю подряд в Hot 100 (набрав 3,1 млн цифровых загрузок за эти восемь недели), а также 6 недель № 1 в Radio Songs; ранее была лидером в Streaming Songs (7 недель подряд) и Digital Songs (5 недель № 1). Американская ассоциация Recording Industry Association of America стратифицировала песню в 4-кратном платиновом статусе, тираж в январе превысил 3,7 млн копий и она продержалась 10 недель на позиции № 1 в США (став 31-й песней, пробывшей на первом месте 10 и более недель в США).
В чарте датированном 23 апреля 2016 года, песня находилась уже 21 неделю на позиции № 1 в Adult Contemporary Chart, побив рекорд, ранее принадлежавший Келли Кларксон с песней Breakaway (2005) и Селин Дион с песней A New Day Has Come (2002) для всех женщин-певиц начиная с 1961 года, когда этот чарт был впервые запущен (одновременно он стал третьим среди всех хитов, с учётом певцов и групп).
Сингл также имел успех в виде различных версий и ремиксов, включая танцевальные и электронные (Dance/EDM remixes), которые сделали «Hello» крупным хитом в танцевальных чартах Billboard. В чарте Dance Club Songs «Hello» превзошёл своего предшественника «Skyfall» как самый успешный для певицы в этом хит-параде (достигнув позиции № 6 в издании от 12 декабря 2015), в то время как в чарте Dance/Mix Show Airplay он стал её первым синглом, достигшим первого места (позиция № 1 в издании от 12 декабря 2015), превысив предыдущее высшее достижение сингла «Rolling In The Deep», который имел высшую позицию № 2 в 2011 году, одновременно став для Адели её четвёртым хитом в Top-5. По этому показателю в этом хит-параде она делит вместе с Дэвидом Гетта первое место по скорости, как исполнительница, достигшая первого места всего за 4 недели (Гетта сделал это в 2011 году со своим хитом «Without You» при участии Ашера).
В Канаде «Hello» возглавил хит-парад Canadian Hot 100, с тиражом 140,000 копий, что на 100,000 больше, чем у ближайшего преследователя, песни «Sorry» канадского певца Джастина Бибера, чей тираж составил лишь 40,000 единиц и занял позицию № 2 в ту же самую неделю. Кроме того, песня была скачена (просмотрено и прослушано потоков) по стримингу 4,79 млн раз, побив предыдущий рекорд за неделю.
Сингл остался на первом месте и во вторую неделю релиза и был сертифицирован в платиновом статусе за тираж более 70,000 единиц.

### Австралия и Океания
Сингл имел большой успех в странах Океании. 31 октября 2015 года «Hello» дебютировал в Австралии на позиции № 1 в чарте ARIA Singles Chart, с тиражом более 59075 единиц, получив золотой статус в первую же неделю релиза. Песня также стала самым быстро продаваемым синглом года после «See You Again» репера Wiz Khalifa. Для Адели это второй сингл на позиции № 1 в ARIA Singles Chart после её предыдущего хита 2011 года «Someone Like You». Сингл оставался на первом месте и во вторую неделю релиза, получив платиновую сертификацию за тираж более 70000 единиц.
В Новой Зеландии песня дебютировала на позиции № 1, сохранив это место и во вторую неделю и заодно получив платиновую сертификацию в этой островной стране

## Награды и номинации
Семь номинаций получило музыкальное видео на церемонии 2016 MTV Video Music Awards, включая такие категории как Video of the Year и Best Female Video. На 59-й цереемонии Грэмми песня «Hello» получила три награды Grammy Awards: Record of the Year, Song of the Year и Best Pop Solo Performance. На 36-й церемонии Brit Awards «Hello» выиграла Song of the Year и была номинирована в категории British Video of the Year.
| Год  | Церемония                       | Категория                                                      | Результат | Ссылки        |
| ---- | ------------------------------- | -------------------------------------------------------------- | --------- | ------------- |
| 2016 | American Music Awards           | Favourite Pop/Rock Song                                        | Номинация | [ 77 ]        |
| 2016 | AIM Independent Music Awards    | Independent Track of the Year                                  | Победа    | [ 78 ]        |
| 2016 | BBC Music Awards                | BBC Song of the Year                                           | Победа    | [ 79 ]        |
| 2016 | Billboard Music Awards          | Top Hot 100 Song                                               | Номинация | [ 80 ]        |
| 2016 | Billboard Music Awards          | Top Selling Song                                               | Победа    | [ 80 ]        |
| 2016 | Billboard Music Awards          | Top Radio Song                                                 | Номинация | [ 80 ]        |
| 2016 | BMI Awards                      | Pop Song Award                                                 | Победа    | [ 81 ]        |
| 2016 | Brit Awards                     | Song of the Year                                               | Победа    | [ 82 ] [ 83 ] |
| 2016 | Brit Awards                     | British Video of the Year                                      | Номинация | [ 82 ] [ 83 ] |
| 2016 | Danish Music Awards             | International Hit of the Year                                  | Номинация | [ 84 ]        |
| 2016 | ECHO Music Awards               | Hit of the Year                                                | Номинация | [ 85 ] [ 86 ] |
| 2016 | Guinness World Records          | Fastest time for a video to reach one billion views on YouTube | Победа    | [ 87 ]        |
| 2016 | iHeartRadio Music Awards        | Best Lyrics                                                    | Номинация | [ 88 ] [ 89 ] |
| 2016 | iHeartRadio Music Awards        | Song of the Year                                               | Победа    | [ 88 ] [ 89 ] |
| 2016 | Juno Awards                     | Video of the Year                                              | Победа    | [ 90 ]        |
| 2016 | Latin American Music Awards     | Favourite Song — Crossover                                     | Номинация | [ 91 ]        |
| 2016 | Los Premios 40 Principales      | International Song of the Year                                 | Победа    | [ 92 ]        |
| 2016 | MTV Italian Music Awards        | Best Tormentone (catchphrase)                                  | Номинация | [ 93 ]        |
| 2016 | MTV Europe Music Award          | Best Song                                                      | Номинация | [ 94 ]        |
| 2016 | MTV Video Music Awards          | Video of the Year                                              | Номинация | [ 95 ]        |
| 2016 | MTV Video Music Awards          | Best Female Video                                              | Номинация | [ 95 ]        |
| 2016 | MTV Video Music Awards          | Best Pop Video                                                 | Номинация | [ 95 ]        |
| 2016 | MTV Video Music Awards          | Best Direction                                                 | Номинация | [ 95 ]        |
| 2016 | MTV Video Music Awards          | Best Art Direction                                             | Номинация | [ 95 ]        |
| 2016 | MTV Video Music Awards          | Best Cinematography                                            | Номинация | [ 95 ]        |
| 2016 | MTV Video Music Awards          | Best Editing                                                   | Номинация | [ 95 ]        |
| 2016 | MTV Video Music Awards Japan    | Best International Video                                       | Номинация | [ 96 ]        |
| 2016 | Nickelodeon Kids' Choice Awards | Favourite Song of the Year                                     | Победа    | [ 97 ]        |
| 2016 | Premios Juventud                | Favourite Hit                                                  | Победа    | [ 98 ]        |
| 2016 | Soul Train Music Awards         | Song of the Year                                               | Номинация | [ 99 ]        |
| 2016 | Soul Train Music Awards         | The Ashford & Simpson Songwriter’s Award                       | Номинация | [ 99 ]        |
| 2016 | Teen Choice Awards              | Choice Music Single — Female                                   | Номинация | [ 100 ]       |
| 2016 | Radio Disney Music Awards       | Heartbreak — Best Breakup Song                                 | Номинация | [ 101 ]       |
| 2017 | Apra Awards                     | International Work of the Year                                 | Победа    | [ 102 ]       |
| 2017 | Grammy Awards                   | Record of the Year                                             | Победа    | [ 103 ]       |
| 2017 | Grammy Awards                   | Song of the Year                                               | Победа    | [ 103 ]       |
| 2017 | Grammy Awards                   | Best Pop Solo Performance                                      | Победа    | [ 103 ]       |

## Музыкальное видео
Релиз видеоклипа состоялся 23 октября на канале VEVO Адели. Съёмки видео проходили несколько дней в сентябре 2015 года на ферме в Квебеке (Канада), а режиссёром стал канадский актёр и кинорежиссёр Ксавье Долан, лауреат Каннского кинофестиваля и премии «Сезар». В клипе снялся американский актёр Тристан Уайлдз.
Адель исполняет свою песню в маленьком доме и за его пределами в лесу, в нарезке со сценами с телефонными звонками и воспоминаниями о прошлых взаимоотношениях героев.
Это первое музыкальное видео, которое было снято на широкоформатную камеру IMAX, что обеспечило максимальный эффект присутствия («погружения») зрителя.
23 октября 2015 года за первые 24 часа видеоклип на YouTube просмотрели 27,7 млн раз, что побило предыдущий рекорд на канале Vevo, ранее принадлежавший клипу «Bad Blood» американской певицы Тейлор Свифт (20,1 миллиона). За 48 часов «Hello» посмотрели 50 миллионов раз. Он также побил рекорд за самое быстрое время достижения показателя 100 млн просмотров Vevo, ранее принадлежавший клипу «Wrecking Ball» певицы Miley Cyrus.
Фактически, это второй показатель в истории, так как, быстрее показателя в 100 млн просмотров видео добился лишь вирусный хит «Gentleman» южнокорейского исполнителя Psy (он достиг 100 млн просмотров за 4 дня в 2013 году).
По скорости просмотров (1,6 миллиона просмотров в час) «Hello» даже обошёл другой популярный клип на YouTube — трейлер седьмого эпизода «Звёздных войн»; 1,2 миллиона просмотров за час).
21 января 2016 года видеоклип «Hello» побил рекорд «Gangnam Style» (158 дней) певца Psy по скорости достижения 1 млрд просмотров на YouTube, Адель сделала это всего за 87 дней.
К 17 мая 2016 года видеоклип просмотрели более 1,52 млрд раз и он стал 5-м самым просматриваемым видео на канале YouTube.
К апрелю 2018 года, видеоклип был 13-м в этом списке на YouTube, имея более 2,3 млрд просмотров. Видеоклип также стал третьим видео на YouTube, достигшим показателя в более чем 10 млн лайков в дату на 29 мая 2016 года, а к апрелю 2018 года уже более 13 млн лайков, что есть пятый показатель в Списке видео канала YouTube с наибольшим числом лайков. Только четыре видео имеют больший показатель по отданным им лайкам: «Gangnam Style», «See You Again», «Despacito» и «Shape of You».

## Живые выступления
Адель впервые исполнила «Hello» на BBC в специальной часовой передаче Adele at the BBC, которая была записана 2 ноября и вышла в эфир позднее в том же месяце (на сайте BBC появилась 5 ноября за несколько дней до релиза альбома). Адель вживую исполнила «Hello» 7 ноября 2015 года на 17-й церемонии NRJ Music Awards (Канны, Франция) во время открытия этого музыкального вечера. Также она выступила 21 ноября 2015 в вечерней передаче Saturday Night Live на американском канале NBC.
23 ноября 2015, после появления в программе The Tonight Show Starring Jimmy Fallon, Адель записала песню вместе с актёром и телезвездой Джимми Фэллоном и группой The Roots. Эта версия песни вышла в записи на шоу в следующий вечер.
13 декабря 2015 года Адель представила «Hello» в живом исполнении в финале программы X Factor на Арене Уэмбли (Лондон).

## Кавер-версии
- 9 ноября 2015 года британская певица Рита Ора представила свою собственную версию песни в студии Capital FM[130].
- 14 ноября 2015 года американская певица Деми Ловато исполнила версию «Hello» на 2015 106.1 KISS FM Fall Ball в Сиэтл. Эта кавер-версия получила положительные отзывы музыкальной критики[131][132][133]. Она получила номинацию в категории «Best Cover Song» на церемонии 3rd iHeartRadio Music Awards[134]. Фан-видео на эту кавер-версию Ловато собрало более 12,5 млн просмотров на канале YouTube[135].
- 14 декабря 2015 года британский певец нигерийского происхождения Алекс Бойе представил свою версию композиции в стилистике «african tribal»[136][137]
- 31 декабря 2015 года канадская певица Селин Дион на новогоднем представлении в Лас-Вегасе исполнила свою версию «Hello»[138].
- В декабре 2015 года базирующаяся в Вашингтоне группа Backyard Band выпустила свою кавер-версию песни, которая сразу после релиза стала популярной[139].
- В декабре 2015 года регги-версию «Hello» выпустил Conkarah при участии Rosie. Видеоклип этой кавер-версии на YouTube был просмотрен более 6 млн раз в первый месяц[140].
- 5 января 2016 года канадская инди-рок группа Walk off the Earth выпустила видео кавер-версии песни, при участии битбоксера KRNFX и используя трубки Whippy Tubes[141][142][143]. Позднее, 19 января 2016 года, эта группа записала альтернативное видео кавер-версии этой песни с участием танцоров Майлса Эрлика (Myles Erlick) и Исаака Люпьена (Isaac Lupien) из канадского теле-шоу The Next Step[144][145].

## Участники записи
Запись
- Запись проводилась в следующих студиях: Metropolis Studios (Лондон, Великобритания); микширование — Capitol Studios (Лос-Анджелес, Калифорния) и Electric Lady Studios (Нью-Йорк, США)[1].

Участники
- Авторы песни — Адель, Грег Кёрстин
- Музыкальный продюсер — Грег Кёрстин
- Микширование — Том Элмирст
- Звукорежиссёр — Алекс Паско, Грег Кёрстин, Джулиан Бург, Лиам Нолан
- Мастеринг — Ренди Меррилл, Том Койн
- На всех инструментах играли — Грег Кёрстин, Адель
  - Дополнительные инструменты — Эмиль Хейни

## Список композиций
- Digital download

1. «Hello» — 4:55

## Чарты
| Чарты (2015—16)                                    | Высшая позиция |
| -------------------------------------------------- | -------------- |
| Австралия (ARIA)                                   | 1              |
| Австрия (Ö3 Austria Top 40)                        | 1              |
| Бельгия/Фландрия (Ultratop 50)                     | 1              |
| Бельгия/Валлония (Ultratop 50)                     | 1              |
| Бразилия (Billboard Brasil Hot 100)                | 32             |
| Болгария (BAMP)                                    | 1              |
| Канада (Canadian Hot 100)                          | 1              |
| Канада AC (Billboard)                              | 1              |
| Канада CHR/Top 40 (Billboard)                      | 1              |
| Канада Hot AC (Billboard)                          | 1              |
| Хорватия (Airplay Radio Chart)                     | 1              |
| Колумбия (National-Report)                         | 3              |
| Чехия (Rádio — Top 100)                            | 1              |
| Чехия (Singles Digitál Top 100)                    | 1              |
| Дания (Tracklisten)                                | 1              |
| Euro Digital Songs (Billboard)                     | 1              |
| Финляндия (Suomen virallinen lista)                | 1              |
| Франция (SNEP)                                     | 1              |
| Германия (GfK)                                     | 1              |
| Греция Greece Digital Songs (Billboard)            | 1              |
| Венгрия (Rádiós Top 40)                            | 1              |
| Венгрия (Single Top 40)                            | 1              |
| Ирландия (IRMA)                                    | 1              |
| Израиль (Media Forest)                             | 1              |
| Италия (FIMI)                                      | 1              |
| Япония (Billboard Japan Hot 100)                   | 17             |
| Ливан (OLT 20)                                     | 1              |
| Люксембург Luxembourg Digital Songs (Billboard)    | 1              |
| Мексика (AMPROFON)                                 | 1              |
| Мексика Mexico Ingles Airplay (Billboard)          | 1              |
| Нидерланды (Dutch Top 40)                          | 1              |
| Нидерланды (Single Top 100)                        | 1              |
| Новая Зеландия (Recorded Music NZ)                 | 1              |
| Норвегия (VG-lista)                                | 1              |
| Польша (Polish Airplay Top 100)                    | 1              |
| Португалия Portugal Digital Songs (Billboard)      | 1              |
| Шотландия (OCC Scotland)                           | 1              |
| Словакия (Rádio — Top 100)                         | 2              |
| Словакия (Singles Digitál Top 100)                 | 1              |
| Словения Slovenia (SloTop50)                       | 1              |
| ЮАР Entertainment Monitoring Africa (EMA)          | 1              |
| Южная Корея South Korea Chart (Gaon)               | 3              |
| Южная Корея South Korea Chart International (Gaon) | 1              |
| Испания (PROMUSICAE)                               | 1              |
| Швеция (Sverigetopplistan)                         | 1              |
| Швейцария (Schweizer Hitparade)                    | 1              |
| Великобритания (OCC UK Singles)                    | 1              |
| США (Billboard Hot 100)                            | 1              |
| США (Billboard Adult Alternative Songs)            | 1              |
| США (Billboard Adult Contemporary)                 | 1              |
| США (Billboard Adult Pop Airplay) ·                | 1              |
| США (Billboard Adult R&B Songs)                    | 1              |
| США (Billboard Dance Club Songs)                   | 1              |
| США (Billboard Dance/Mix Show Airplay)             | 1              |
| США (Billboard Latin Pop Airplay)                  | 14             |
| США (Billboard Pop Airplay) ·                      | 1              |
| США (Billboard R&B/Hip-Hop Airplay)                | 10             |
| США (Billboard Rhythmic)                           | 10             |
| США (Billboard Rock & Alternative Airplay)         | 26             |

| Чарт (2015)                          | Позиция |
| ------------------------------------ | ------- |
| Австралия (ARIA)                     | 5       |
| Австрия (Ö3 Austria Top 40)          | 5       |
| Бельгия (Ultratop 50 Flanders)       | 5       |
| Бельгия (Ultratop 50 Wallonia)       | 14      |
| Канада (Canadian Hot 100)            | 25      |
| Германия (Official German Charts)    | 7       |
| Ирландия (IRMA)                      | 7       |
| Израиль (Media Forest)               | 17      |
| Италия (FIMI)                        | 18      |
| Нидерланды (Dutch Top 40)            | 48      |
| Нидерланды (Single Top 100)          | 18      |
| Новая Зеландия (Recorded Music NZ)   | 13      |
| Швейцария (Schweizer Hitparade)      | 6       |
| UK Singles (Official Charts Company) | 6       |
| США Billboard Hot 100                | 35      |
| США Adult Contemporary (Billboard)   | 39      |

| Чарт (2016)                               | Позиция |
| ----------------------------------------- | ------- |
| Австралия (ARIA)                          | 42      |
| Австрия (Ö3 Austria Top 40)               | 69      |
| Бельгия (Ultratop 50 Flanders)            | 38      |
| Бельгия (Ultratop 50 Wallonia)            | 16      |
| Канада (Canadian Hot 100)                 | 9       |
| Дания (Tracklisten)                       | 33      |
| Германия (Official German Charts)         | 70      |
| Венгрия (MAHASZ)                          | 21      |
| Израиль (Media Forest)                    | 13      |
| Нидерланды (Single Top 100)               | 57      |
| Новая Зеландия (Recorded Music NZ)        | 27      |
| Россия (Tophit)                           | 34      |
| South Korean International Singles (Gaon) | 3       |
| Швейцария (Schweizer Hitparade)           | 5       |
| UK Singles (Official Charts Company)      | 48      |
| США Billboard Hot 100                     | 7       |
| США Adult Contemporary (Billboard)        | 4       |
| США Adult Top 40 (Billboard)              | 11      |
| США Mainstream Top 40 (Billboard)         | 18      |

| Чарт (2010—2019)                     | Позиция |
| ------------------------------------ | ------- |
| Австралия (ARIA)                     | 28      |
| Германия (Official German Charts)    | 28      |
| UK Singles (Official Charts Company) | 25      |
| США (Billboard Hot 100)              | 52      |

| Чарт (1958—2018)        | Позиция |
| ----------------------- | ------- |
| США (Billboard Hot 100) | 290     |

## Сертификации
| Регион | Сертификация          | Продажи     |
| --- | --------------------- | ----------- |
| Австралия (ARIA) | 7× Платиновый         | 490 000     |
| Бельгия (BEA) | 3× Платиновый         | 60 000      |
| Бразилия (ABPD) | 3× Бриллиантовый      | 750 000     |
| Канада (Music Canada) | Бриллиантовый         | 800 000     |
| Дания (IFPI Danmark) | 4× Платиновый         | 360 000     |
| Германия (BVMI) | Платиновый            | 400 000     |
| Италия (FIMI) | 6× Платиновый         | 300 000     |
| Мексика (AMPROFON) | Бриллиантовый+Золотой | 330 000     |
| Новая Зеландия (RMNZ) | 6× Платиновый         | 180 000     |
| Норвегия (IFPI Norway) | 6× Платиновый         | 360 000     |
| Испания (PROMUSICAE) | 3× Платиновый         | 120 000     |
| Республика Корея (KMCA) | Платиновый            | 2 500 000*  |
| Швейцария (IFPI Switzerland) | Платиновый            | 30 000      |
| Великобритания (BPI) | 5× Платиновый         | 3 000 000   |
| США (RIAA) | 7× Платиновый         | 7 000 000   |
| Стриминг |                       |             |
| Республика Корея (KMCA) | Платиновый            | 100 000 000 |
| * Данные о продажах приведены только на основе сертификации. · Данные о продажах + прослушиваниях приведены только на основе сертификации. · Данные только о прослушиваниях приведены на основе сертификации. |                       |             |

## История релиза
| Регион | Дата            | Формат           | Лейбл    |
| ------ | --------------- | ---------------- | -------- |
| В мире | 23 октября 2015 | Digital download | XL       |
| Италия | 23 октября 2015 | Mainstream radio | XL       |
| США    | 26 октября 2015 | Hot/Modern/AC    | Columbia |
| США    | 27 октября 2015 | Mainstream radio | Columbia |